# Ен Арчер
Ен Арчер (енгл. Anne Archer) је америчка глумица, рођена 24. августа 1947. године у Лос Анђелесу (САД).

## Филмографија
| Улоге Ен Арчер |                     |               |               |          |
| Година         | Српски назив        | Изворни назив | Улога         | Напомена |
| 1987.          | Фатална привлачност |               | Бет Галагер   | [ 4 ]    |
| 1990.          | Уски пролаз         |               | Керол Ханикат |          |
| 1992.          | Патриотске игре     |               | Кети Рајан    | [ 5 ]    |
| 1994.          | Непосредна опасност |               | Кети Рајан    | [ 6 ]    |